# Головино (Вязниковский район)
Головино — деревня в Вязниковском районе Владимирской области России, входит в состав муниципального образования «Город Вязники».

## География
Деревня расположена близ берега реки Клязьма в 7 км на восток от райцентра Вязники.

## История
В конце XIX — начале XX века деревня входила в составе Нагуевской волости Вязниковского уезда, с 1926 года — в составе Олтушевской волости. В 1859 году в деревне числилось 7 дворов, в 1905 году — 12 дворов, в 1926 году — 13 дворов.
С 1929 года деревня входила в состав Пирово-Городищенского сельсовета Вязниковского района, с 1940 года — в составе Вязниковского сельсовета, с 1954 года — в составе Федурниковского сельсовета, с 1965 года — в составе Илевниковского сельсовета, с 2005 года — в составе муниципального образования «Город Вязники».

## Население
| 1859 | 1905 | 1926 | 2002 | 2010 | 2021 |
| ---- | ---- | ---- | ---- | ---- | ---- |
| 57   | ↗76  | ↘73  | ↘9   | ↘5   | ↘4   |